# مارن مییلده
مارن می‌یلده (زادهٔ ۶ نوامبر ۱۹۸۹) یک بازیکن زن فوتبال اهل کشور نروژ است.وی یکی از بازیکنان باشگاه فوتبال بانوان چلسی است.او همچنین برای تیم ملی فوتبال زنان نروژ نیز بازی می‌کند و کاپیتان این تیم است. او پیشتر برای تیم های یوتبری و اف. اف. سی توربین پوتسدام و در لیگهای سوئد و بوندس‌لیگا بازی می‌کرد.او در لیگ برتر فوتبال زنان نروژ و در تیم های آرنا بیورنار و آوالدسنس نیز بازی کرده است.برادر بزرگتر وی اریک مییلده نیز یک بازیکن فوتبال است که در تیم ساندفیورد بازی می‌کند.